# Crkva sv. Ignacija Lojolskog u Sarajevu
Crkva sv. Ignacija Lojolskog je rimokatolička župna crkva u Sarajevu koju vode isusovci, jer je ovo jedino područje u Bosni i Hercegovini gdje djeluju. Nalazi se na župi sv. Ignacija Lojolskog na sarajevskom predjelu Grbavici koja je osnovana 27. srpnja 1979. godine. Uz župnu crkvu planirana je izgradnja pastoralnog centra. Župa koju opslužuje ima 600 vjernika, uglavnom umirovljenika. Isusovačku župu vodili su p. Vladimir Vasilj, p. Ivan Cindori, a danas ju vodi Krešimir Djaković. Projektant župne crkve sv. Ignacija Lojolskog je arhitekt Juro Pranjić iz Tuzle koji je, uz svoju kćerku, autor i unutarnjeg uređenja crkve i pratećih prostora.

## Povijest
Premda već postoji crkva sv. Ćirila i Metoda u Sarajevu s Bogoslovijom koju je nadbiskup Stadler povjerio isusovcima, isusovci u Sarajevu u pravom smislu nisu imali crkvu. Nakon 1944. i Bogoslovija u Sarajevu i Sjemenište u Travniku zbog ratnih i poratnih neprilika prekinuli su s radom. S gradnjom je bilo velikih problema dok nisu dobili novac, lokaciju i građevinske dozvole. Za vrijeme komunizma nije bilo moguće dobiti lokaciju za izgradnju župne crkve i pastoralnog centra, pa su isusovci duhovnički rad služili obiteljskom kućom koju su isusovci kupili od Mire Nosea, čija je mehanička radionica pretvorena u kapelicu i služila toj svrsi i danas sve dok ne bude završena crkva svetog Ignacija na Grbavici. Tako su duhovničke dužnosti obavljali u prijašnjoj automehaničarskoj radionici u podrumu kuće koja je pretvorene u kapelicu. S djecom i mladeži radili su u skromnim i skučenim prostorima isusovačke kuće. Od 1999. je traženo mjesto za lokaciju crkve.
Više je puta odbijena predložena lokacija za gradnju. Godine 2005. u mjesnoj zajednici Grbavica II. na predloženoj lokaciji za izgradnju tim povodom bila upriličena javna rasprava, koju je obilježila velika vika i galama da župnik p. Vasilj nije mogao ni progovoriti i da je skoro zaplakao. Nadležni u Općini odlučili su tada da se radi očuvanja lokacije neće graditi nikoji vjerski objekt, no sagrađena je džamija i čini se da je zemljište za nju dobiveno besplatno, po starom zakonu, koji je vrijedio do 2003. godine, a koji je izmijenio tadašnji visoki predstavnik u Bosni i Hercegovini, po kojem su općine besplatno davale zemljišta vjerskim zajednicama za izgradnju vjerskih objekata.
Mjesto za crkvu napokon je dobiveno 2009. godine, kada je dodijeljena urbanistička dozvola, lokacija za izgradnju župne crkve i pastoralnog centra te je dobivena i građevinska dozvola. Dosadašnji prostor župne crkve bio je u podrumu, gdje je prije bila automehaničarska radionica. Financiranje je bilo veliki problem. P. Djaković, voditelj, poslao je mnogo pisama biskupima i nadbiskupima po Europi, Americi, Kanadi i Australiji na koje je dobio negativan odgovor, premda je potpis i preporuku na pisma stavio metropolit nadbiskup vrhbosanski, kardinal Vinko Puljić.
Za građevinsku dozvolu i zemljište, Crkva je morala platiti poveći iznos od skoro 300.000 KM, premda su i u Općini procijenili da je 'druga kategorija' odnosno, kako je ocijenio župnik i superior zajednice Družbe Isusove p. Krešimir Djaković, da je zemljište skučeno i neatraktivno. Troškove kupovine zemljišta od 236.400 KM snose Federacija BiH i Kanton Sarajevo, a pomoć je uplatila Talijanska biskupska konferencija. Troškove su isusovci morali uplatiti odjednom. Zbog takva neravnopravna tretmana kardinal je tužio Općinu Novo Sarajevo, jer nije bilo u redu da općina traži naplatu tog zemljišta, jer je zahtjev za izdavanje upućen mnogo prije nego što je prestao važiti zakon o besplatnoj dodijeli zemljišta za vjerske objekte. No, bio je prisiljen povući tužbu, jer je dodatni uvjet za dobivanje građevinske dozvole, pored plaćanja iznosa za zemljište u cjelini, bio povlačenje te tužbe. Bosanskohercegovački isusovci najveću su potporu za svoju borbu dobili od svoje Vrhbosanske nadbiskupije, pomagala su im i ostale domaće i inozemne nadbiskupije, a najdragocjeniji donatori su pojedinačni vjernici.
S radovima se napokon započelo 2013. godine. Zvono za ovu crkvu izliveno u ljevaonici Josipa Tržeca u Zagrebu, a poklon je firme Metal product i obitelji Stjepana Šafrana iz Zagreba. Dopremljeno je iz Zagreba u Sarajevo 1. lipnja 2015. godine. Bilo je namijenjeno za svetu misu koju je 6. lipnja predvodio papa Franjo na stadionu na Koševu. Nakon posjeta stavljeno je u zvonik nove župne crkve svetog Ignacija Lojolskog na Grbavici. Teško je 320 kilograma. Promjera je 826 milimetara, a krase ga papinski grb, hrvatski pleter, hrastovo lišće i monogram Družbe Isusove. Na zvonu piše "Na čast svetom Franji Ksaverskom, zaštitniku misija ovo zvono daruje Metal product i obitelj Stjepana Šafrana iz Zagreba za Župnu crkvu svetog Ignacija Lojolskog na Grbavici u Sarajevu. Ovo zvono lijevano je prigodom posjeta svetog oca pape Franje Sarajevu i katolicima Bosne i Hercegovine 6. 6. 2015. Zvono je izlio Josip Tržec u Zagrebu 2015. godine". Izljeveno je od slitine koju čine gotovo čisto srebra i mali postotak kositra.
Studenoga 2014. završeni su osnovni građevinski radovi. Crkva je dobila svoje konture, a u noćnim satima svijetli križ na njenom vrhu. Uređenjem ove lokacije nestaje jedna ružna mrlja u Sarajevu.

## Vanjske poveznice
- Hrvatska pokrajina Družbe Isusove  Arhivirana inačica izvorne stranice od 5. ožujka 2016. (Wayback Machine) Župa sv. Ignacija Lojolskog u Sarajevu _ Hrvatska pokrajina Družbe Isusove